# 1 Geminorum
1 Geminorum (1 Gem / HD 41116 / HR 2134) es un sistema estelar de magnitud aparente +4,15 en la constelación de Géminis, cerca del límite con Tauro. Está situado a solo un grado al este del solsticio de verano, marcando así la posición del mismo. Recibe el nombre de Propus, utilizado también para designar a η Geminorum. Se encuentra a 151 años luz del sistema solar.
Aunque a simple vista aparece como una sola estrella, 1 Geminorum está formado por dos componentes cuya separación media es de 0,2 segundos de arco, lo que equivale a una distancia real de 9,15 UA.
La excentricidad de la órbita hace que la separación varíe entre 5,5 UA y 12,5 UA, siendo el período orbital de 13,35 años. Las dos estrellas son gigantes amarillas, 1 Geminorum A de tipo espectral G6III y magnitud 4,7, y 1 Geminorum B de tipo G8III y magnitud 5,1.
Mediante ocultación lunar se ha descubierto que 1 Geminorum A es, a su vez, una estrella binaria. A la gigante de clase G6 (1 Geminorum Aa) la acompaña una estrella de magnitud 6,9, posiblemente una enana de tipo F6 (1 Geminorum Ab). Por su parte, 1 Geminorum B es también una binaria espectroscópica con un período orbital de solo 9,60 días. Nada se sabe de la acompañante de la gigante de tipo G8. La masa total del sistema es de 4,30 - 4,65 masas solares y la edad del mismo se estima en unos 2000 millones de años.